# Galblaas
De galblaas of vesica biliaris is een peervormig hol orgaan dat aan de rechterkant van het lichaam, achter (dat wil zeggen meer naar binnen) en onder de lever ligt. Het orgaan is verbonden met de lever via de galbuis. De galblaas slaat de gal op, die wordt afgescheiden via de centrale galgang of ductus choledochus naar de darm als vethoudend voedsel de darm binnenkomt.
Gal bevat stoffen die vet tot heel kleine vetdruppels in een waterige oplossing kunnen verdelen (emulgeren). Door deze oppervlaktevergroting kan vet gemakkelijker door de enzymen verteerd worden.
De galblaas vormt een reservoir voor de galvloeistof die door de lever is geproduceerd. De galblaas heeft een wateronttrekkende werking op de gal die zodoende wordt ingedikt en een typische groene kleur krijgt. De hoeveelheid gal die naar de darm wordt afgevoerd is afhankelijk van de hoeveelheid te verteren vet in de darm.
Niet alle zoogdieren hebben een galblaas. De rat bijvoorbeeld heeft geen gespecialiseerd orgaan voor de opslag van gal. Daarom juist zijn ratten zulke geliefde proefdieren in de biochemie: ze verteren veel directer, en zij kunnen niet braken.

## Aandoeningen

### Galstenen
Uit de gal kristalliseren bij sommige mensen vaste bestanddelen uit; dit is niet zeldzaam. Tot ongeveer 25% van de mensen heeft galstenen die meestal grotendeels bestaan uit cholesterol.

### Cholecystitis
Een ontsteking van de galblaas heet cholecystitis; een bacteriële ontsteking van de galwegen heet een cholangitis.